# The Silver Lining (film 1911)
The Silver Lining è un cortometraggio muto del 1911 diretto da Bert Haldane.

## Trama
Una coppia costringe una ragazza a vendere fiori e a rapire il suo benefattore.

## Produzione
Il film fu prodotto dalla Hepworth.

## Distribuzione
Distribuito dalla Hepworth, il film - un cortometraggio di 213,36 metri - uscì nelle sale cinematografiche britanniche nel maggio 1911.
Si conoscono pochi dati del film che, prodotto dalla Hepworth, fu distrutto nel 1924 dallo stesso produttore, Cecil M. Hepworth. Fallito, in gravissime difficoltà finanziarie, il produttore pensò in questo modo di poter almeno recuperare il nitrato d'argento della pellicola.